# Bottenbach (Emskirchen)
Bottenbach ist ein Gemeindeteil des Marktes Emskirchen im Landkreis Neustadt an der Aisch-Bad Windsheim (Mittelfranken, Bayern). Bottenbach liegt in der Gemarkung Rennhofen.

## Geografie
Durch das Dorf fließt der Flugsbach, ein linker Zufluss der Mittleren Aurach. 0,33 km östlich des Ortes erhebt sich der Hefelsberg (387 m ü. NHN). 0,5 km nordwestlich liegt das Waldgebiet Tremmelfeld, 0,5 km südöstlich die Geuling. Eine Gemeindeverbindungsstraße führt nach Rennhofen zur Kreisstraße NEA 24 (1,1 km südwestlich) bzw. zu einer Gemeindeverbindungsstraße (1,2 km nordöstlich), die nach Emskirchen (2 km südöstlich) oder zur Bundesstraße 8 verläuft (0,5 km nordwestlich). Eine weitere Gemeindeverbindungsstraße führt nach Flugshof (1,7 km südöstlich).

## Geschichte
Im Ansbacher Salbuch zu Emskirchen von 1598 wurde der Ort als „Ober und Unter Pottenbach“ erwähnt. Das Bestimmungswort des Ortsnamens ist der Personenname Bodo.
Gegen Ende des 18. Jahrhunderts bildete Bottenbach mit Rennhofen eine Realgemeinde. In Bottenbach gab es elf Anwesen. Das Hochgericht übte das brandenburg-bayreuthische Stadtvogteiamt Neustadt an der Aisch aus. Die Dorf- und Gemeindeherrschaft hatte das Kastenamt Neustadt an der Aisch. Alle Anwesen hatten das Fürstentum Bayreuth als Grundherrn (Kastenamt Neustadt: 4 Güter, 1 Gütlein; Klosteramt Münchaurach: 4 Güter, 2 Halbgüter).
Von 1797 bis 1810 unterstand der Ort dem Justizamt Dachsbach und dem Kammeramt Neustadt. Im Rahmen des Gemeindeedikts wurde Bottenbach dem 1811 gebildeten Steuerdistrikt Herrnneuses zugeordnet. Es gehörte auch der 1813 gegründeten Ruralgemeinde Herrnneuses an. Mit dem Zweiten Gemeindeedikt (1818) wurde es in die neu gegründete Ruralgemeinde Rennhofen umgemeindet.
Am 1. Januar 1972 wurde Rennhofen im Zuge der Gebietsreform in Bayern nach Emskirchen eingemeindet.

## Einwohnerentwicklung
| Jahr      | 001818 | 001840 | 001861 | 001871 | 001885 | 001900 | 001925 | 001950 | 001961 | 001970 | 001987 |
| Einwohner | 55     | 57     | 74     | 61     | 61     | 54     | 51     | 55     | 35     | 33     | 34     |
| Häuser    | 10     | 10     |        |        | 10     | 10     | 10     | 9      | 8      |        | 11     |
| Quelle    | [ 10 ] | [ 11 ] | [ 12 ] | [ 13 ] | [ 14 ] | [ 15 ] | [ 16 ] | [ 17 ] | [ 18 ] | [ 19 ] | [ 1 ]  |

## Baudenkmal
- Circa 250 Meter nordöstlich der Ortschaft an Straßengabel spätmittelalterliche Marter. Auf geschrägtem Sockel geflickter Schaft. Der Aufsatz schließt mit geschwungenen Giebeldächlein, darunter an allen vier Seiten vertiefte Felder. Vierkantlöcher deuten auf die Befestigungsart der einst eingelassenen Reliefs. Unter dem vorderen Feld Inschriftrest unleserlich, eventuell Jahreszahl (1514 oder 1524). In den Giebelfeldern Blendmaßwerk.[20]

## Religion
Der Ort ist seit der Reformation evangelisch-lutherisch geprägt und war ursprünglich nach St. Kilian (Emskirchen) gepfarrt, seit der zweiten Hälfte des 20. Jahrhunderts ist die Pfarrei Wilhelmsdorf zuständig.